# Apega av Sparta
Apega av Sparta, död 100-talet f.Kr., var drottning av Sparta som gift med Nabis (kung 206-192 f.Kr).